# Madžarski hokejski hram slavnih
Madžarski hokejski hram slavnih, ki je bil ustanovljen leta 2011 v Budimpešti, vsebuje najboljše madžarske hokejiste, trenerje, sodnike in funkcionarje.

## Člani

### 2011
| - János Ancsin - László Jakabházy - Gábor Boróczi - Béla Háray - István Hircsák - Zoltán Jeney - Csaba Kovács starejši - Péter Kovalcsik | - Géza Lator - György Leveles - György Margó - András Mészöly - Sándor Miklós - Sándor Minder - Gábor Ocskay | - Gábor Ocskay starejši - Antal Palla - László Rajkai - György Pásztor - György Raffa - László Schell - Viktor Zsitva |

### 2012
- Béla Tejfalussy
- János Balogh
- Deján Bikár
- Mátyá Vedres